# Les Écrans du savoir
Les Écrans du savoir était une émission de télévision française diffusée quotidiennement sur La Cinquième de 1994 à 2001.

## Principe de l'émission
Présentée en studio ou parfois à l'extérieur lors d'un événement culturel, l'émission diffuse de multiples séries éducatives de 13 minutes dédiées principalement aux élèves et aux éducateurs. Véritable encyclopédie audiovisuelle, l'émission alterne les thèmes : science naturelle, technologie, géographie, langue, histoire... L'émission aborde une personnalité entre chaque série.

## Diffusion
Le matin, du lundi au vendredi. À partir de septembre 2000, l'émission est divisée en deux parties, l'une diffusée le matin à 9 h, et l'autre l'après-midi à 16 h 30.

## Séries diffusées dans l'émission
Voici dans l'ordre alphabétique une liste de séries et de magazines diffusés dans l'émission. La plupart de ces séries sont produites par le Centre national de documentation pédagogique.
| Titre                                    | Description |
| ---------------------------------------- | --- |
| Abécédaire du polar                      | Série documentaire retraçant l'histoire des romans policiers. |
| A quoi ça rime ?                         | Série d'entretien avec des personnalités de la chanson. |
| Accro                                    | Série consacrée aux produits stupéfiants : la cocaïne, l'alcool, le tabac, l'héroïne, les tranquillisants...                                                              |
| Allô la Terre                            | Magazine encyclopédique aux sujets très variés. Il est composé de plusieurs thématiques, dont la science, l'environnement, la géographie, l'histoire, la technologie etc. |
| Alphabets de l'image                     | Série sur les métiers du cinéma et de la télévision. |
| Ça bouge                                 | Magazine présentant les activités pour les enfants. |
| CE1 sans frontière                       | Magazine d'apprentissage d'une langue étrangère pour les élèves du cycle 2.                                                                                               |
| CE2 sans frontière                       | Magazine d'apprentissage d'une langue étrangère pour les élèves du cycle 3.                                                                                               |
| Cinq sur cinq                            | Magazine de reportages aux sujets variés à vulgarisation scientifique et technique.                                                                                       |
| Citoyens du monde                        | Magazine présenté par Cendrine Dominguez. Elle reçoit dans chacune de ses émissions une personnalité engagée.                                                             |
| De cause à effet                         | Magazine scientifique présenté par Valérie Pascal. |
| Dédalus                                  | Magazine sur la découverte d'une ville du monde. |
| Eco et compagnie                         | Magazine de l'économie présenté par Annabelle Milot |
| Galilée                                  | Magazine de reportages présenté par Céline Mornat. Il est composé de plusieurs thématiques, dont l'histoire, la géographie, la Terre, les villes etc.                     |
| Histoire de comprendre                   | Magazine historique présenté par Alexandre Adler. |
| La preuve par cinq                       | Magazine traitant chaque semaine un thème avec la présence d'un spécialiste qui réagit aux documents d'archives diffusés.                                                 |
| Le dessous des cartes                    | Magazine consacré à la géopolitique et à la géographie présenté par Jean-Christophe Victor.                                                                               |
| Les clés de la nature                    | Magazine scientifique abordant le lien entre la nature et les applications en santé.                                                                                      |
| Les langues avec Victor                  | Programme de formation des langues composé de cinq séries, dont l'anglais, l'espagnol, l'allemand, le français et l'italien.                                              |
| Les Zèbres                               | Série de fiction éducative en 35 épisodes mettant en scène quatre adolescents.                                                                                            |
| Ma souris bien-aimée                     | Magazine consacré à l'informatique et au multimédia. |
| Net plus ultra                           | Magazine consacré à l'informatique et au multimédia présenté par Marie Montuir.                                                                                           |
| Œil de lynx                              | Magazine consacré au monde animal à partir d'extraits de documentaires.                                                                                                   |
| Physique en forme                        | Magazine d'expérience scientifique. |
| Portrait d'une génération pour l'an 2000 | Série de portraits de jeunes âgés entre 15 et 25 ans. |
| Sous toutes les coutures                 | |
| Toc Toc c'est du doc                     | |
| Un drapeau, pour quoi faire ?            | Série documentaire racontant l'histoire des drapeaux des pays d'Europe.                                                                                                   |

## Récompenses
- 7 d'Or de la meilleure émission éducative en 2000.